# Síndrome do pequeno poder
A Síndrome do pequeno poder,  segundo a psicologia, é uma atitude de autoritarismo por parte de um indivíduo que, ao receber um poder, usa de forma absoluta e imperativa sem se preocupar com as consequências e problemas periféricos que possa vir a ocasionar.
Segundo Saffioti, trata-se de um problema social e não individual, característica da nossa sociedade. Surge quando a pessoa não se contenta com sua pequena parcela de poder e se assume como superior ou detentora de responsabilidade sobre a liberdade de outrém, exorbitando sua autoridade.
Existe um provérbio jugoslavo  que diz "se quiser saber como uma pessoa é, coloque-a numa posição de poder".

## Problemas sociais
Atualmente, muitos problemas sociais são atribuídos ao Síndrome do Pequeno Poder advindos de tradições e costumes sociais, como por exemplo:
- Relações familiares e de relacionamento entre casais emocionalmente desequilibradas.
- Relações familiares emocionalmente desequilibradas entre pais e filhos (adultocentrismo)
- Dissonância emocional que leva à busca por relações onde um dos cônjuges exerce um domínio agressivo ou abuso emocional como ingrediente factual dessas relações.

Outros conflitos são gerados pelo síndrome através de acções pequenas mas que atrapalham os direitos e o bem estar das pessoas, e que entram em questões de legalidade:
- Excesso de burocracia para atendimentos diversos (médico, cartório, justiça)
- Autoritarismo de porteiros para entrada e saída de pessoas.
- Corporativismo no atendimento no serviço público.
- Excesso de orgulho por parte de chefes, gerentes e supervisores em relações de trabalho, seja em industria, corporações, de serviço social.

## Soluções sociais

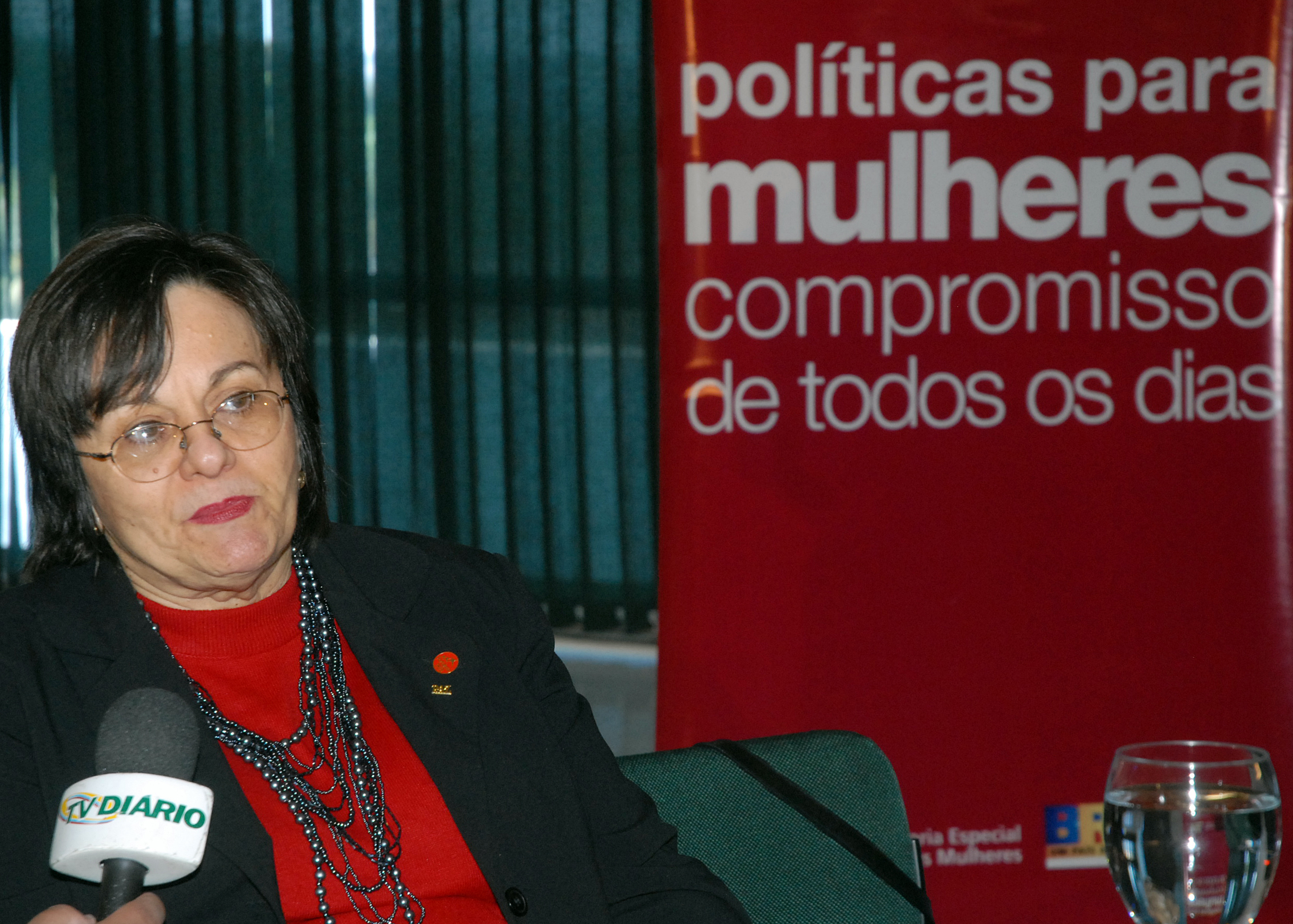
Maria da Penha, um símbolo pela defesa dos direitos da mulher

A Síndrome do pequeno poder  faz com que as pessoas venham a imaginar que detêm um poder maior do que as outras. Muitas vezes este poder imaginário é proveniente de tradições de fundo dogmático, religiosas, pela força bruta e/ou abuso de pessoas fisicamente e/ou psicologicamente mais vulneráveis ou por deficiências de relacionamento interpessoal, ou mesmo distúrbios de personalidade, por parte do agente. O problema é quando ele é usado confrontando a legislação atual seja no caso de um espancamento de um filho, cônjuge ou idoso, na perturbação do sossego ou no assédio moral em ambientes de trabalho.
No caso da violência contra as mulheres, foi criada no Brasil a lei Maria da Penha, a qual ajuda vítimas, mulheres, que sofreram com abuso em casa ou ambiente doméstico. No caso da violência contra crianças e adolescentes, foi criado o  estatuto da criança e do adolescente.